# Leptorhabdium illyricum
Leptorhabdium illyricum је врста инсекта из реда тврдокрилаца (Coleoptera) и породице стрижибуба (Cerambycidae). Сврстана је у потпородицу Lepturinae.

## Опис
Тело је изузетно дугуљасто и тамнобраон боје. Покрилца су са по две смеђе пруге које се налазе на крају прве и друге трећине. Антене су танке, код мужјака су знатно дуже од тела, а код женки су краће. Ноге су дуге, а трећи чланак тарзусаје дубоко усечен на врху. антене су средње дужине до кратке. Дужина тела од 12 до 16 мм.

## Распрострањеност
Врста је бележена у Албанији, Босни и Херцеговини, Хрватској, Грчкој, Северној Македонији, Словенији.
У Србији је само једном забележена. Ендемит је Балкана. 

## Биологија
Животни циклус траје две до три године. Биљка домаћин је европска буква (Fagus sylvatica). Активни су од маја до јула.

## Синоними
- Xylosteus illyricus Kraatz, 1871
- Xylosteus gracilis Kraatz, 1873